# Glevert
Der Glevert ist ein kleiner Fluss in Frankreich, der fast zu Gänze im Département Haute-Vienne in der Region Nouvelle-Aquitaine verläuft, nur im Quellbereich berührt er das Département Creuse. Er entspringt an der Gemeindegrenze von Arnac-la-Poste und Saint-Maurice-la-Souterraine, entwässert generell Richtung Nordwest und mündet nach rund 17 Kilometern im Gemeindegebiet von Mailhac-sur-Benaize als linker Nebenfluss in die Benaize, knapp unterhalb ihres Stausses Étang de Mondon. In seinem Oberlauf quert der Glevert die Autobahn A20.

## Orte am Fluss
(Reihenfolge in Fließrichtung)
- Le Drelet, Gemeinde Arnac-la-Poste
- Oreix, Gemeinde Arnac-la-Poste
- Arnac-la-Poste
- Chez Nicaud, Gemeinde Arnac-la-Poste
- La Tâche, Gemeinde Mailhac-sur-Benaize
- Mondon, Gemeinde Mailhac-sur-Benaize